# Manchester (Iowa)
Manchester è una città degli Stati Uniti d'America, situata nello Stato dell'Iowa, nella Contea di Delaware, della quale è il capoluogo.